# Таукентський аффінажний завод
Таукентський аффінажний завод – підприємство уранової промисловості Казахстану, яке діє на півдні країни. 
Станом на початок 2000-х років отриманий на рудниках казахського державного концерну «Казатомпром» хімічний концентрат природнього урану («жовтий кек») із вмістом урану біля 30% відправляли для подальшої переробки на Ульбінський металургійний завод та розташований у Киргизстані Карабалтинський гірничорудний комбінат. З метою зменшення залежності від останнього «Казатомпром» в 2004-му розпочав співробітництво зі Степногорським гірничо-хімічним комбінатом (що дозволило відновити виробництво на Степногорському гірничо-металургійному заводі), а також спорудив у Таукенті аффінажний (хіміко-металургійний) завод (можливо відзначити, що в Таукенті знаходилось Центральне рудоуправління, яке здійснювало розробку рудників Канжуган та Південний Моінкум). 
Таукентський аффінажний завод почав роботу в 2003 році. Він провадить переробку товарного десорбату, отриманого під час підземного вилужнювання, із отриманням не «жовтого кеку», а продукції більш високого ступеню готовності – закису-окису урану із вмістом останнього на рівні 87%. Проектна потужність заводу становить 2000 тисячі тон на рік.
Станом на 2009 рік Таукентський аффінажний завод випускав 8% закису-окису урану, отриманого з казахської сировини.